# Eccellenza Sardegna 2006-2007
Il campionato italiano di calcio di Eccellenza regionale 2006-2007 è stato il sedicesimo organizzato in Italia. Rappresenta il sesto livello del calcio italiano.
Questi sono i gironi organizzati dal comitato regionale della regione Sardegna.

## Stagione
Il campionato di Eccellenza Sardegna della stagione 2006-2007, composto da 16 squadre, è stato vinto dal Tavolara dopo un testa a testa con il Budoni durato tutto il campionato e risoltosi nello scontro diretto della penultima giornata vinto dagli isolani per 1-0. Il Budoni passa ai play-off Nazionali (dove viene sconfitto per il secondo anno consecutivo in finale) dopo aver sconfitto San Teodoro e Quartu 2000 ai Play-off regionali. Il Castelsardo invece guadagna la promozione in Serie D grazie al terzo posto nelle fasi finali della Coppa Italia di Eccellenza.
Oltre al Latte Dolce, retrocesso direttamente, i Play-out condannano alla Promozione anche la Tharros e l'Ilvamaddalena.

## Squadre partecipanti
| Squadra                    | Città                                        |
| -------------------------- | -------------------------------------------- |
| Pol. Budoni                | Budoni (OT)                                  |
| U.S. Castelsardo           | Castelsardo (SS)                             |
| U.S. Ghilarza              | Ghilarza (OR)                                |
| U.S. Ilvamaddalena         | La Maddalena (SS)                            |
| Pol. La Palma Alghero      | Santa Maria La Palma (fraz. di Alghero) (SS) |
| Pol. Latte Dolce           | Sassari (SS)                                 |
| A.P.D. Quartu 2000         | Quartu Sant'Elena (CA)                       |
| S.P. Samassi               | Samassi (VS)                                 |
| P.S.F. Sant'Elena Quartu   | Quartu Sant'Elena (CA)                       |
| U.S. San Teodoro           | San Teodoro (OT)                             |
| G.S. Selargius             | Selargius (CA)                               |
| Pol. Taloro                | Gavoi (NU)                                   |
| S.S. Tavolara              | Olbia                                        |
| S.P. Tharros               | Oristano (OR)                                |
| A.S.D. Tortolì Calcio 1953 | Tortolì (OG)                                 |
| A.S.D. Villasimius         | Villasimius (CA)                             |

## Classifica finale
|  | Pos. | Squadra          | Pt | G  | V  | N  | P  | GF | GS | DR  |
|  | ---- | ---------------- | -- | -- | -- | -- | -- | -- | -- | --- |
|  | 1.   | Tavolara         | 75 | 30 | 23 | 6  | 1  | 77 | 22 | +55 |
|  | 2.   | Budoni           | 73 | 30 | 23 | 4  | 3  | 52 | 21 | +31 |
|  | 3.   | Castelsardo      | 59 | 30 | 18 | 5  | 7  | 58 | 28 | +30 |
|  | 4.   | Quartu 2000      | 57 | 30 | 17 | 6  | 7  | 58 | 33 | +25 |
|  | 5.   | San Teodoro      | 57 | 30 | 17 | 6  | 7  | 52 | 32 | +20 |
|  | 6.   | Ghilarza         | 48 | 30 | 14 | 6  | 10 | 35 | 37 | -2  |
|  | 7.   | La Palma Alghero | 43 | 30 | 12 | 7  | 11 | 36 | 39 | -3  |
|  | 8.   | Taloro Gavoi     | 38 | 30 | 10 | 8  | 12 | 41 | 43 | -2  |
|  | 9.   | Samassi          | 36 | 30 | 10 | 6  | 14 | 32 | 33 | -1  |
|  | 10.  | Tortolì          | 34 | 30 | 8  | 10 | 12 | 35 | 41 | -6  |
|  | 11.  | Villasimius      | 34 | 30 | 9  | 7  | 14 | 31 | 47 | -16 |
|  | 12.  | Sant'Elena       | 32 | 30 | 9  | 5  | 16 | 32 | 46 | -14 |
|  | 13.  | Selargius        | 28 | 30 | 7  | 7  | 16 | 31 | 45 | -14 |
|  | 14.  | Ilvamaddalena    | 25 | 30 | 5  | 10 | 15 | 24 | 41 | -17 |
|  | 15.  | Tharros          | 17 | 30 | 4  | 5  | 21 | 24 | 69 | -45 |
|  | 16.  | Latte Dolce      | 12 | 30 | 2  | 6  | 22 | 16 | 57 | -41 |

Legenda:
      Promossa in Serie D 2007-2008.
      Ammessa ai Play-off nazionali.
 Ai play-off.
      Retrocesse in Promozione 2007-2008.
Note:
Tre punti a vittoria, uno a pareggio, zero a sconfitta.

### Spareggi

#### Play-off

##### Semifinale
|             | Risultati |             | Luogo e data |
| ----------- | --------- | ----------- | ------------ |
| San Teodoro | 0-0       | Budoni      | Andata       |
| Budoni      | 0-0       | San Teodoro | Ritorno      |
|             |           |             |              |

|              | Risultati |             | Luogo e data |
| ------------ | --------- | ----------- | ------------ |
| Quartu 2000  | 3-2       | Castelsardo | Andata       |
| Castelsardo' | 0-1       | Quartu 2000 | Ritorno      |
|              |           |             |              |

##### Finale
|        | Risultati |             | Luogo e data |
| ------ | --------- | ----------- | ------------ |
| Budoni | 2-1       | Quartu 2000 | Nuoro        |
|        |           |             |              |